# Sîḏa
Sîḏa ist ein 1226 m hoher Berg in Dschibuti. Er liegt in der Region Tadjoura im Nordwesten des Landes.

## Geographie
Der Berg ist Teil des Hochlands nördlich der Afar-Senke, das sich bis nach Obock weiterzieht. Er liegt etwa 4 km westlich der Grenze nach Obock. Vom Berg verlaufen zahlreiche Wadis mit sichtbarem Bewuchs. In unmittelbarer Nachbarschaft liegen die Gipfel Marmourta (ca. 1099 m, Lage),
As Allelé (ca. 1130 m, Lage).
Ein weiterer niedriger Gipfel Sîḏa liegt südöstlich von Tadjoura (Lage) an der Bucht Khôr Raysâli.

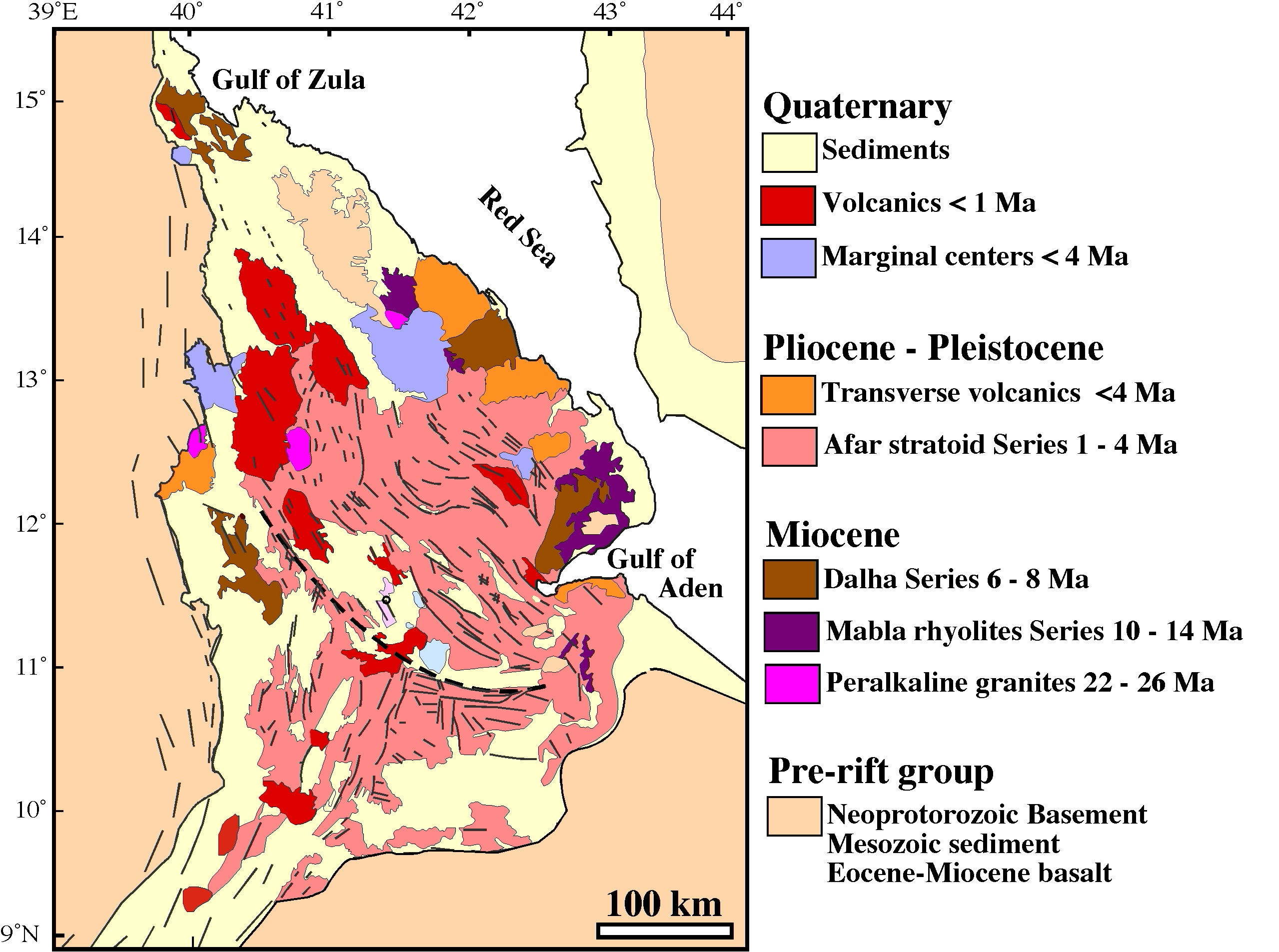
Geologie des Afar-Dreiecks.